# Luis Planas
Luis Planas Puchades (Valencia, 20 de noviembre de 1952) es un inspector de trabajo y político español. Actualmente es el ministro de Agricultura, Pesca y Alimentación del Gobierno de España desde 2018. Entre mayo de 2019 y enero de 2020 asumió de forma interina el despacho ordinario de los asuntos del Ministerio de Política Territorial y Función Pública, ante la elección de Meritxell Batet como presidenta del Congreso de los Diputados.

## Biografía
Nacido el 20 de noviembre de 1952 en Valencia, es sobrino de Josep Maria Planes.
Es licenciado en Derecho por la Universidad de Valencia y premio Extraordinario de Licenciatura. Inspector de Trabajo y de la Seguridad Social. En 1980 ingresa por oposición a la Inspección de Trabajo y es destinado a Córdoba. En las elecciones generales de 1982 es elegido diputado a Cortes por Córdoba. Durante esta etapa fue miembro de la Comisión Constitucional y de la Comisión de Asuntos Exteriores, portavoz del Grupo Parlamentario Socialista sobre Asuntos Europeos y miembro del Comité Mixto Cortes Generales-Parlamento Europeo.
Entre 1986 y 1993 fue designado y después electo como diputado al Parlamento Europeo. Es miembro de la Comisión de Asuntos Exteriores y de la Comisión de Asuntos Institucionales y miembro de la Delegación para la relación con el Congreso de los EE. UU. 
Fue miembro fundador en 1990 del Transatlantic Policy Network.
Vicepresidente de la Comisión de Asuntos Exteriores (1987-1989) y vicepresidente del Grupo Socialista Europeo (1991-1993). En 1993 fue consejero de Agricultura y Pesca de la Junta de Andalucía y al año siguiente consejero de la Presidencia de la Junta de Andalucía y miembro del Comité de las Regiones de la Unión Europea. Durante esta etapa es también Diputado por Córdoba al Parlamento de Andalucía. En 1996 fue senador a Cortes por designación autonómica, pero a finales de ese mismo año vuelve a Bruselas como director de Gabinete del vicepresidente de la Comisión Europea Manuel Marín donde fue responsable de las relaciones con el Mediterráneo, América Latina y Asia.
Desde 1999 a 2004 fue nombrado director del Gabinete del Comisario de la Comisión Europea Pedro Solbes, responsable de asuntos económicos y monetarios. Ese año fue nombrado Embajador de España en Marruecos. Desde el 1 de octubre de 2010 y hasta el 31 de diciembre de 2011 fue Embajador representante permanente de España ante la Unión Europea.
El 7 de mayo de 2012 vuelve a España para ser nombrado consejero de Agricultura, Pesca y Medio Ambiente de la Junta de Andalucía. El 1 de marzo de 2014 se incorporó como secretario general al Comité Económico y Social Europeo.
El 6 de junio de 2018 es nombrado como ministro de Agricultura, Pesca y Alimentación en el nuevo gobierno socialista de Pedro Sánchez. El 20 de mayo de 2019 la ministra Meritxell Batet abandonó la cartera de Política Territorial y Función Pública debido a su posterior nombramiento como presidenta del Congreso de los Diputados, asumiendo el ministro Planas dicha cartera al día siguiente en funciones.
Durante su mandato, tuvo que hacer frente a principios de 2020 a protestas del sector rural debido a los recortes en el sector agrícola previstos para el Presupuesto de la Unión Europea así como a los bajos precios a los que estaban sometidos. Con el objetivo de dar solución a esto y, tras una larga negociación con los actores implicados, el Gobierno aprobó un real decreto-ley el 26 de febrero de 2020 para reformar la Ley de la Cadena Alimentaria de 2013. Entre sus medidas, se establecieron la prohibición de los distribuidores de pagar precios por debajo del coste real de la producción, mayor regulación de las promociones comerciales, publicidad de las sanciones para los agentes que hayan cometido infracciones graves o muy graves y el fortalecimiento de la Agencia de Información y Control Alimentarios, mediante el aumento presupuestario en el siguiente ejercicio.
Asimismo, a finales de 2021 las Cortes Generales aprobaron una nueva Ley de la Cadena Alimentaria.

## Cargos desempeñados
- Diputado por Córdoba en el Congreso de los Diputados (1982-1986).
- Diputado en el Parlamento europeo (1986-1993).
- Consejero de Agricultura y Pesca de la Junta de Andalucía (1993-1994).
- Consejero de Presidencia de la Junta de Andalucía (1994-1996).
- Senador designado por el Parlamento de Andalucía (1996)
- Embajador de España en Marruecos (2004-2010).
- Embajador de España ante la Unión Europea (2010-2011).
- Consejero de Agricultura, Pesca y Medio Ambiente de la Junta de Andalucía (2012-2013).
- Secretario general del Comité Económico y Social de la UE (2014-2018).
- Ministro de Agricultura, Pesca y Alimentación (desde 2018).
- Ministro de Política Territorial y Función Pública (Interino: desde 2019).
- Diputado por Córdoba en el Congreso de los Diputados (desde 2019).

## Distinciones
- Gran Cruz del Mérito Civil de la República de Austria (1995).
- Gran Cordón de la Orden del Wissam al Alaoui de Marruecos (2011).
- Comendador de la Orden del Mérito Agrícola de la República Francesa (2021).